# Његњево
Његњево је насеље у општини Бијело Поље у Црној Гори. Према попису из 2003. било је 699 становника (према попису из 1991. било је 702 становника).

## Демографија
У насељу Његњево живи 530 пунолетних становника, а просечна старост становништва износи 34,8 година (33,6 код мушкараца и 36,1 код жена). У насељу има 169 домаћинстава, а просечан број чланова по домаћинству је 4,14.
Ово насеље је углавном насељено Србима (према попису из 2003. године).
|  |

| Демографија | Демографија | Демографија |
| Година      | Становника  | Становника  |
| ----------- | ----------- | ----------- |
|             |             |             |
|             |             |             |
|             |             |             |
|             |             |             |
| 1948.       | 385         |             |
| 1953.       | 412         |             |
| 1961.       | 437         |             |
| 1971.       | 512         |             |
| 1981.       | 614         |             |
| 1991.       | 702         | 693         |
| 2003.       | 722         | 699         |
|             |             |             |
|             |             |             |

| Етнички састав према попису из 2003.‍ | Етнички састав према попису из 2003.‍ | Етнички састав према попису из 2003.‍ | Етнички састав према попису из 2003.‍ | Етнички састав према попису из 2003.‍ |
| ------------------------------------ | ------------------------------------ | ------------------------------------ | ------------------------------------ | ------------------------------------ |
|                                      |                                      |                                      |                                      |                                      |
| Срби                                 | Срби                                 |                                      | 500                                  | 71,53%                               |
| Црногорци                            | Црногорци                            |                                      | 155                                  | 22,17%                               |
| Муслимани                            | Муслимани                            |                                      | 15                                   | 2,14%                                |
| Роми                                 | Роми                                 |                                      | 4                                    | 0,57%                                |
| Бошњаци                              | Бошњаци                              |                                      | 2                                    | 0,28%                                |
| Словенци                             | Словенци                             |                                      | 1                                    | 0,14%                                |
| непознато                            | непознато                            |                                      | 2                                    | 0,28%                                |

| \| \| м \| \| \| ж \| \| ? \| 3 \| \| \| 15 \| \| 80+ \| 2 \| \| \| 6 \| \| 75—79 \| 1 \| \| \| 6 \| \| 70—74 \| 9 \| \| \| 14 \| \| 65—69 \| 9 \| \| \| 13 \| \| 60—64 \| 26 \| \| \| 20 \| \| 55—59 \| 11 \| \| \| 20 \| \| 50—54 \| 31 \| \| \| 22 \| \| 45—49 \| 16 \| \| \| 21 \| \| 40—44 \| 24 \| \| \| 16 \| \| 35—39 \| 20 \| \| \| 19 \| \| 30—34 \| 38 \| \| \| 21 \| \| 25—29 \| 27 \| \| \| 32 \| \| 20—24 \| 32 \| \| \| 36 \| \| 15—19 \| 25 \| \| \| 31 \| \| 10—14 \| 21 \| \| \| 21 \| \| 5—9 \| 22 \| \| \| 18 \| \| 0—4 \| 30 \| \| \| 21 \| \| Просек : \| 21 \| \| \| 11 \| |    |  |  |    |
| |    |  |  |    |
| | м  |  |  | ж  |
| ? | 3  |  |  | 15 |
| 80+ | 2  |  |  | 6  |
| 75—79 | 1  |  |  | 6  |
| 70—74 | 9  |  |  | 14 |
| 65—69 | 9  |  |  | 13 |
| 60—64 | 26 |  |  | 20 |
| 55—59 | 11 |  |  | 20 |
| 50—54 | 31 |  |  | 22 |
| 45—49 | 16 |  |  | 21 |
| 40—44 | 24 |  |  | 16 |
| 35—39 | 20 |  |  | 19 |
| 30—34 | 38 |  |  | 21 |
| 25—29 | 27 |  |  | 32 |
| 20—24 | 32 |  |  | 36 |
| 15—19 | 25 |  |  | 31 |
| 10—14 | 21 |  |  | 21 |
| 5—9 | 22 |  |  | 18 |
| 0—4 | 30 |  |  | 21 |
| Просек : | 21 |  |  | 11 |

| Број домаћинстава према пописима из периода 1948—2003. | Број домаћинстава према пописима из периода 1948—2003. | Број домаћинстава према пописима из периода 1948—2003. | Број домаћинстава према пописима из периода 1948—2003. | Број домаћинстава према пописима из периода 1948—2003. | Број домаћинстава према пописима из периода 1948—2003. | Број домаћинстава према пописима из периода 1948—2003. | Број домаћинстава према пописима из периода 1948—2003. |
| Година пописа                                          | 1948.                                                  | 1953.                                                  | 1961.                                                  | 1971.                                                  | 1981.                                                  | 1991.                                                  | 2003.                                                  |
| ------------------------------------------------------ | ------------------------------------------------------ | ------------------------------------------------------ | ------------------------------------------------------ | ------------------------------------------------------ | ------------------------------------------------------ | ------------------------------------------------------ | ------------------------------------------------------ |
| Број домаћинстава                                      | 70                                                     | 74                                                     | 76                                                     | 91                                                     | 119                                                    | 156                                                    | 173                                                    |

| Број домаћинстава по броју чланова према попису из 2003. | Број домаћинстава по броју чланова према попису из 2003. | Број домаћинстава по броју чланова према попису из 2003. | Број домаћинстава по броју чланова према попису из 2003. | Број домаћинстава по броју чланова према попису из 2003. | Број домаћинстава по броју чланова према попису из 2003. | Број домаћинстава по броју чланова према попису из 2003. | Број домаћинстава по броју чланова према попису из 2003. | Број домаћинстава по броју чланова према попису из 2003. | Број домаћинстава по броју чланова према попису из 2003. | Број домаћинстава по броју чланова према попису из 2003. | Број домаћинстава по броју чланова према попису из 2003. |
| Број чланова                                             | 1                                                        | 2                                                        | 3                                                        | 4                                                        | 5                                                        | 6                                                        | 7                                                        | 8                                                        | 9                                                        | 10 и више                                                | Просек                                                   |
| -------------------------------------------------------- | -------------------------------------------------------- | -------------------------------------------------------- | -------------------------------------------------------- | -------------------------------------------------------- | -------------------------------------------------------- | -------------------------------------------------------- | -------------------------------------------------------- | -------------------------------------------------------- | -------------------------------------------------------- | -------------------------------------------------------- | -------------------------------------------------------- |
| Број домаћинстава                                        | 169                                                      | 12                                                       | 18                                                       | 26                                                       | 51                                                       | 27                                                       | 18                                                       | 11                                                       | 5                                                        | 1                                                        | 0                                                        |

| Пол    | Укупно | Неожењен/Неудата | Ожењен/Удата | Удовац/Удовица | Разведен/Разведена | Непознато |
| ------ | ------ | ---------------- | ------------ | -------------- | ------------------ | --------- |
| Мушки  | 274    | 112              | 156          | 6              | 0                  | 0         |
| Женски | 292    | 99               | 154          | 34             | 3                  | 2         |
| УКУПНО | 566    | 211              | 310          | 40             | 3                  | 2         |

| Пол    | Укупно                    | Пољопривреда, лов и шумарство | Рибарство                            | Вађење руде и камена | Прерађивачка индустрија       |
| ------ | ------------------------- | ----------------------------- | ------------------------------------ | -------------------- | ----------------------------- |
| Мушки  | 120                       | 4                             | 0                                    | 0                    | 35                            |
| Женски | 75                        | 1                             | 0                                    | 0                    | 20                            |
| Укупно | 195                       | 5                             | 0                                    | 0                    | 55                            |
|        |                           |                               |                                      |                      |                               |
| Пол    | Производња и снабдевање   | Грађевинарство                | Трговина                             | Хотели и ресторани   | Саобраћај, складиштење и везе |
| Мушки  | 5                         | 5                             | 9                                    | 6                    | 12                            |
| Женски | 1                         | 0                             | 10                                   | 10                   | 2                             |
| Укупно | 6                         | 5                             | 19                                   | 16                   | 14                            |
|        |                           |                               |                                      |                      |                               |
| Пол    | Финансијско посредовање   | Некретнине                    | Државна управа и одбрана             | Образовање           | Здравствени и социјални рад   |
| Мушки  | 0                         | 2                             | 21                                   | 16                   | 1                             |
| Женски | 0                         | 3                             | 4                                    | 17                   | 3                             |
| Укупно | 0                         | 5                             | 25                                   | 33                   | 4                             |
|        |                           |                               |                                      |                      |                               |
| Пол    | Остале услужне активности | Приватна домаћинства          | Екстериторијалне организације и тела | Непознато            | Непознато                     |
| Мушки  | 1                         | 0                             | 0                                    | 3                    | 3                             |
| Женски | 3                         | 0                             | 0                                    | 1                    | 1                             |
| Укупно | 4                         | 0                             | 0                                    | 4                    | 4                             |